# Соро (гора)
Гора Соро (итал. Monte Soro) — высшая точка горного хребта Неброди, расположенного на севере острова Сицилия северо-западнее Этны. Расположена на территории национального парка Неброди. Гора Соро находится в окружении буковых рощ. Рядом с горой лежат сразу два небольших озера: Лаго Маулаццо и Лаго Биверре.